# Saint Luis Rey
Saint Luis Rey is een Cubaans merk van longfillersigaren uit de Vuelta Abajo gemaakt in Honduras.
De met de hand gemaakte sigaren hebben een volle smaak en aroma. Het binnengoed is samengesteld uit een mengsel van tabak uit Honduras, Nicaragua en Peru. Het omblad en het dekblad zijn afkomstig uit Nicaragua of Honduras.

## Oorsprong

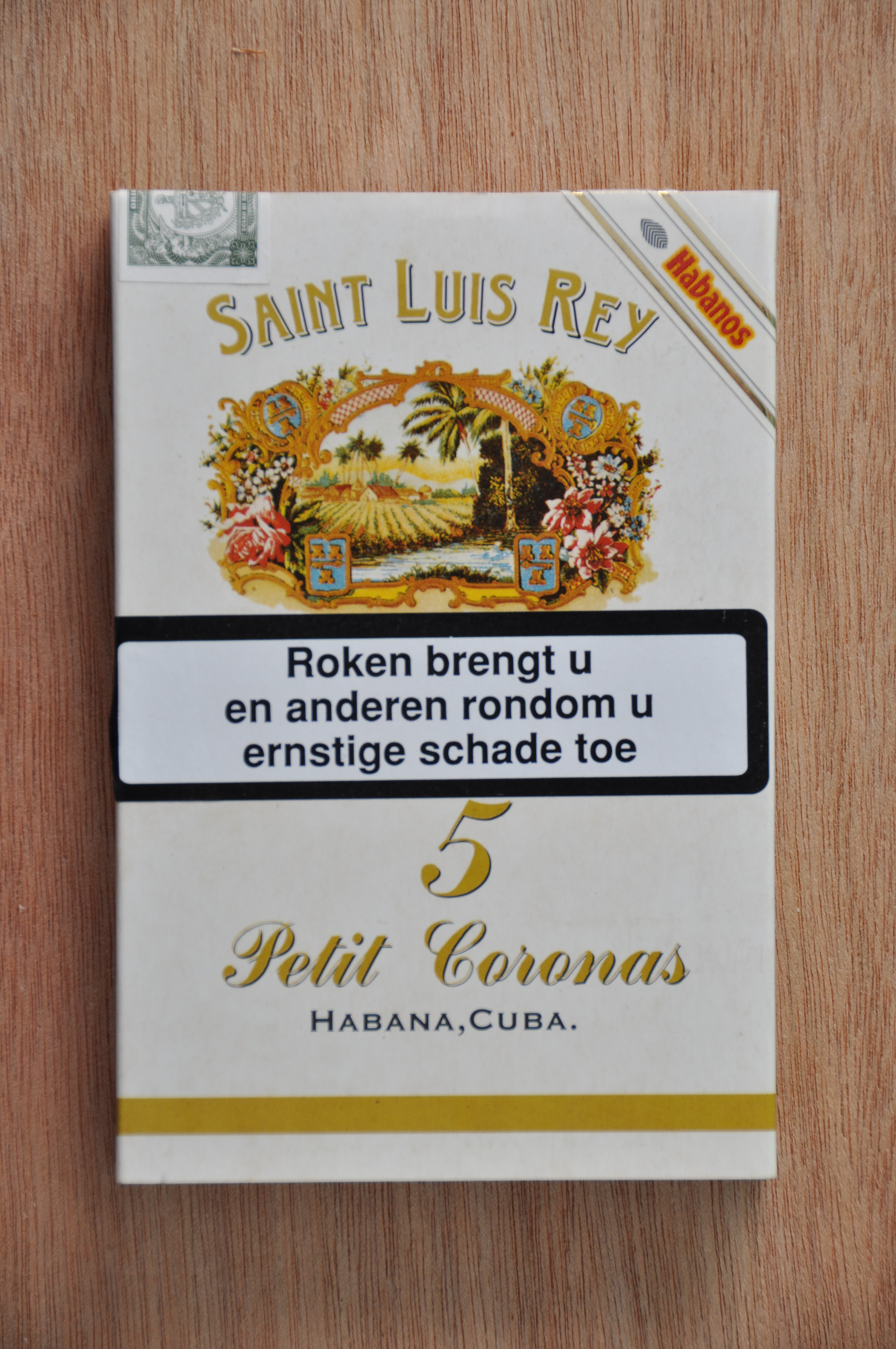
Sant Luis Rey - 5 Petit Coronas

Saint Luis Rey werd opgericht in 1938. Er bestaan twee theorieën over het ontstaan van de naam.  
Volgens de eerste en populairste theorie is de naam "Saint Luis Rey" afkomstig uit de toentertijd populaire roman The Bridge of San Luis Rey van de Amerikaanse schrijver Thornton Wilder uit 1927.  
Maar hoogstwaarschijnlijk komt de naam van de bevolking van San Luis, een district in Vuelta Abajo, Cuba. Deze regio is vooral bekend om de dekbladen die er geproduceerd worden. "Saint Luis Rey" betekent: "De koning van Saint Luis".

### Modellen
- Regios - 5 x 48 - Hermosos No.4
- Serie A - 5 3/4 x 46 - Coronas Gordas
- Petit Coronas - 5 x 42 - Marevas

##### G Natural-reeks
Binnengoed: Honduras &  Nicaragua
Omblad: Nicaragua
Dekblad: Nicaragua
- Short Robusto -  4 1/4 x 54
- Belicoso - 6 1/8 x 54
- Rothchild - 5 x 56
- Churchill - 7 x 58
- No. 6 - 6 x 60

##### G Maduro-reeks
Binnengoed: Nicaraguan
Omblad: Nicaragua
Dekblad: Nicaragua
- Short Robusto - 4 1/4 x 54
- Belicoso - 6 1/8 x 54
- Rothschild - 5 x 56
- Churchill - 7 x 58
- No. 6 - 6 x 60

##### Naturalreeks
Binnengoed: Honduras & Nicaragua
Omblad: Honduras 
Dekblad: Nicaragua
- Corona - 5 1/2 x 44
- Double Corona - 6 1/2 x 48
- Toro - 6 x 50
- Belicoso - 6 1/8 x 52
- Churchill - 7 x 52
- Rothschild - 5 x 54
- Titan - 5 1/2 x 60
- No.5 - 4 1/2 x 38
- SLT  Pequeños - 4 x 33

##### Maduroreeks
Binnengoed: Honduras & Nicaragua
Omblad: Honduras 
Dekblad: Nicaragua
- Toro - 6 x 50
- Belicoso - 6 1/8 x 52
- Churchill - 7 x 52
- Rothschild - 5 x 54
- Titan - 5 1/2 x 60